# Mata Hari
Mata Hari (rojena kot Margaretha Geertruida Zelle), nizozemska kurtizana in dvojna vohunka, * 7. avgust 1876, Leeuwarden, Nizozemska, † 15. oktober 1917, Pariz, Francija.
Mata Hari je najbolj znana ženska vohunka. Med prvo svetovno vojno je bila dvojna vohunka za Francijo in Nemško cesarstvo. Ko so Francozi ugotovili, da je izdajala njihove skrivnosti Nemcem, so jo aretirali, obsodili in usmrtili.